# Víctor Cano
Pour les articles homonymes, voir Cano.
Víctor Cano est un homme politique vénézuélien. Il a été ministre du Développement minier écologique entre 2017 et 2019.

## Carrière politique
En 2001, Cano est diplômé de l'université centrale du Venezuela et devient ingénieur-géologue. En 2008, il obtient un master en système d'information géographique à l'université de Gérone en Espagne.
Le 6 février 2013 Cano est désigné président de l'Agence bolivarienne pour les activités spéciales (Agencia Bolivariana para Actividades Espaciales ou Abae, en espganol) sous tutelle du ministère de la Science, de la Technologie et de l'Innovation. De mai à juillet 2013, il est également président de la fondation vénézuélienne de recherches sismologiques.
Le 4 août 2017, il est nommé ministre du Développement minier écologique par le président Nicolas Maduro selon le décret n°3.015 publié au Journal Officiel n°41.207.